# キャテポン・ラッチャタギャングライ
キャテポン・ラッチャタギャングライ（原語表記:เกียรติพงษ์ รัชตเกรียงไกร、RTGS:Kiattiphong Ratchatakriangkrai、ラテン翻記:Kiattipong Radchatagriengkai、1966年7月17日 - ）は、タイの元バレーボール選手で現指導者。
元々は男子代表チームの選手であったが、引退後は女子チームのコーチとなった。中華人民共和国にコーチ留学した後に、1998年からタイナショナルチーム女子代表監督を務め、2015/16シーズンからは中国バレーボールリーグの北京自動車（英語版）の監督も務める。契約期間は3年。
2014年12月6日、元中華人民共和国代表の馮坤（アテネオリンピック金メダリスト）と結婚した。

## 監督歴
クラブチームの監督歴は次の通り。
| クラブ             | 国               | 年          |
| Sang Som           | タイ             | 2006 - 2008 |
| Federbrau          | タイ             | 2009 - 2011 |
| Chang              | タイ             | 2011 - 2012 |
| イトゥサチ・バクー | アゼルバイジャン | 2012 - 2013 |
| 北京自動車         | 中華人民共和国   | 2015 -      |